# 船岡車站 (京都府)
船岡車站（日语：／ Funaoka eki */?）是一由西日本旅客鐵道（JR西日本）所經營的鐵路車站，位於日本京都府南丹市園部町，是山陰本線沿線的一個無人車站。

## 簡介
船岡車站是JR西日本福知山支社在山陰本線上的管轄範圍之最東端車站，從本站往西的園部起，就開始進入京都支社的管轄範圍（暱稱為嵯峨野線）。除此之外，因為嵯峨野線之外的山陰本線並不屬於JR西日本所屬京坂神地區的都會區鐵路網——都市網路（アーバンネットワーク）的一部份，因此自本站開始往西旅客無法使用由JR西日本所發行的感應式智慧型儲值車票ICOCA。

## 車站結構
無人管理的船岡車站是設置在一個由鐵路路軌土堤所堆成的基礎之上，因此可算是高架車站的一種。車站並無站房結構，旅客只需走上穿越軌道下方的行人階梯地下道，即可直接進入月台。

### 月台配置
| 月台 | 路線     | 方向 | 目的地           |
| ---- | -------- | ---- | ---------------- |
| 1、2 | 山陰本線 | 上行 | 園部、京都方向   |
| 1、2 | 山陰本線 | 下行 | 綾部、福知山方向 |

## 使用情況
1日平均上車人次如下表。
| 年度   | 1日平均 上車人次 |
| ------ | ---------------- |
| 1999年 | 68               |
| 2000年 | 55               |
| 2001年 | 55               |
| 2002年 | 55               |
| 2003年 | 58               |
| 2004年 | 58               |
| 2005年 | 60               |
| 2006年 | 60               |
| 2007年 | 66               |
| 2008年 | 60               |
| 2009年 | 60               |
| 2010年 | 56               |
| 2011年 | 52               |
| 2012年 | 58               |
| 2013年 | 55               |
| 2014年 | 47               |
| 2015年 | 38               |
| 2016年 | 41               |

## 相鄰車站
西日本旅客鐵道（JR西日本）
 山陰本線
■快速、■普通
園部（JR-E16）－船岡－日吉

## 外部連結
- 船岡｜車站資訊：JR出門網 - 西日本旅客鐵道